# Мар'ян Сіміон
Мар'ян Сіміон (рум. Marian Simion; нар. 14 вересня 1975, Бухарест) — румунський боксер, призер Олімпійських ігор, чемпіон світу (1999), призер чемпіонатів світу та Європи.
Мар'ян — старший брат Дорела Сіміона, боксера, олімпійського медаліста, чемпіона світу.

## Спортивна кар'єра
Першого великого успіху Мар'ян досяг на чемпіонаті Європи 1996, на якому посів друге місце, здобувши перемогу у півфіналі над росіянином Олегом Саїтовим — 6-2 і програвши у фіналі данському боксеру турецького походження Хасану Ал — 4-10.

### Виступ на Олімпіаді 1996
- Переміг Хусейна Байрам (Франція) — 13-6
- Переміг Фернандо Варгаса (США) — 8-7
- У чвертьфіналі взяв реванш за недавню поразку у Хасана Ала (Данія) — 16-8
- У півфіналі програв Хуану Ернандес Сьєрра (Куба) — 7-20 і отримав бронзову медаль.

Наступного року на чемпіонаті світу здобув бронзову медаль, програвши в півфіналі Сергію Дзиндзируку (Україна) — 4-12.
Ще одну бронзову нагороду Мар'ян Сіміон виборов на чемпіонаті Європи 1998, програвши в півфіналі Олегу Саїтову (Росія) — 1-9. Після цього піднявся в наступну вагову категорію.
На чемпіонаті світу 1999 Мар'ян переміг трьох суперників, у тому числі Фредеріка Естера (Франція) у півфіналі, вийшов у фінал та став чемпіоном без бою через відмову Хорхе Гутьєрреса (Куба).

### Виступ на Олімпіаді 2000
- У 1/16 фіналу переміг Чіро де Корсія (Італія) — 19-8
- У 1/8 фіналу достроково переміг Хосе Луїса Зертуче (Мексика)
- У чвертьфіналі достроково переміг Фредеріка Естера (Франція)
- У півфіналі переміг Порнчай Тонгбуран (Таїланд) — 26-16
- У фіналі в напруженому бою поступився Єрмахану Ібраїмову (Казахстан) — 23-25 і отримав срібну медаль.

2001 року на чемпіонаті світу Мар'ян Сіміон, здолавши в напружених боях в чвертьфіналі Андрія Мішина (Росія) та в півфіналі Бюлента Улусой (Туреччина), програв у фіналі Даміану Остін (Куба) — 19-28.
2002 року на чемпіонаті Європи Сіміон здобув три перемоги, але в півфіналі програв Андрію Мішину — 19-28 і отримав бронзову медаль.
На чемпіонаті Європи 2004 взяв участь в змаганнях в категорії до 75 кг і, здобувши дві перемоги, програв в чвертьфіналі Гайдарбеку Гайдарбекову (Росія) — RSCO 3.

### Виступ на Олімпіаді 2004
На Олімпійських іграх 2004 Сіміон  програв в першому бою Рамадану Яссер (Єгипет) — 24-36.